# Абазинская письменность
Абази́нская пи́сьменность — письменность абазинского языка. За время своего существования несколько раз меняла свою графическую основу и неоднократно реформировалась. В настоящее время абазинская письменность функционирует на кириллице. В истории абазинской письменности выделяется три этапа:
- XIX — начало XX веков — попытки создания письменности на арабской основе,
- 1932—1938 годы — письменность на основе латиницы,
- с 1938 года — письменность на основе кириллицы.

## Арабское письмо
Первые попытки создания абазинской письменности относятся к концу XIX века, когда просветитель Умар Микеров (1847—1891) разработал абазинский алфавит на арабской графической основе. Составленная им азбука и учебник применялись при обучении детей в школе Бибердовского аула, но так и не были напечатаны. Вторую попытку создания письменности на арабской основе предпринял в начале XX века учитель Т. З. Табулов. Но и в этот раз письменность не получила распространения.

## Латиница

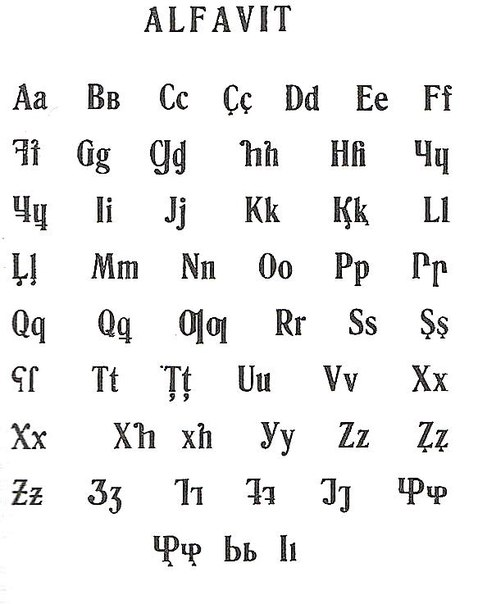
Абазинский латинизированный алфавит 1930-х годов

В ходе общесоюзного процесса латинизации в 1930 году Облисполком Черкесской АО принял постановление о создании абазинского алфавита на основе латиницы. Однако в то время звучали мнения, что абазинскому языку отдельная письменность не нужна, а вместо неё следует использовать уже существовавшие к тому времени черкесский и абхазский алфавиты. Тем не менее в 1932 году была создана отдельная латинизированная письменность абазинского языка. Латинизированный абазинский алфавит использовался в сфере образования, книгоиздания и прессы (на нём стала печататься страничка в черкесской газете «Черкес плъыж»). Разработкой этого алфавита занимались Н. Ф. Яковлев, А. Н. Генко, Г. П. Сердюченко, а также абазинские исследователи Т. З. Табулов, Х. Кужев, А. Б. Курчев, Н. А. Озов и другие. Всесоюзный центральный комитет Нового алфавита рекомендовал добавить в алфавит буквы đ,  и , которые обозначали звуки, отсутствующие в тапантовском диалекте, ставшем основой литературного языка, но характерные для шкаровского диалекта. Однако 6 августа 1933 года, обсуждая вопрос издания первой книги на абазинском языке, букваря, Черкесский областной отдел народного образования решил не включать эти буквы в алфавит. Первый абазинский алфавит имел ряд недостатков, не было и разработанной орфографии. В связи с этим в 1935 году были запланированы мероприятия по реформе алфавита и выработке орфографии, но начавшийся вскоре процесс перевода письменностей народов СССР на кириллицу сделал этот вопрос неактуальным.
В 1992 году абазинский поэт М. Х. Чикатуев предпринял попытку возрождения латинизированной письменности — он начал издавать на разработанном им же алфавите газету «Abaza», но этот почин не получил продолжения. Для специфических звуков абазинского языка в алфавит, разработанный Чикатуевым, были включены латинские буквы с диакритическими знаками, например h́, ǵ, ḱ, ĝ, k̂, č, š и др.
В 2019 году абхазский лингвист и бывший министр иностранных дел Абхазии В. Чирикба выступил с проектом создания единого алфавита на основе латиницы для абхазского и абазинского языков; одной из целей является устранение различий в передаче одних и тех же фонетических явлений, из-за чего тексты на близкородственном абазинском языке в современной графике практически нечитаемы для абхазов, и наоборот; в единой же графике родственные слова обоих языков легко узнаваемы.

## Кириллица
В 1936 году, когда в СССР начался процесс перевода письменностей с латинской на кириллическую основу, был поставлен вопрос и о кириллизации абазинской письменности. Автором нового алфавита был Г. П. Сердюченко. 29 марта 1938 года алфавит был одобрен на совещании абазинской интеллигенции, в начале мая его одобрил ЦНИИ языка и письменностей народов СССР, а 13 мая окончательно утвердил народный комиссариат просвещения РСФСР. В июле того же года были составлены и опубликованы правила правописания на новом алфавите, а с сентября абазинский кириллический алфавит стал изучаться в школах. С момента официального утверждения каких-либо изменений в абазинский алфавит не вносилось, лишь реформа 1969 года внесла некоторые изменения в правила правописания, но не коснулась состава алфавита (главнейшим изменением в правописании стало прекращение использования букв ю и я для обозначения палатализации предшествующих согласных; например дапхюн → дапхьун).
Абазинский алфавит имеет следующий вид:
| А а     | Б б     | В в     | Г г     | Гв гв   | Гъ гъ | Гъв гъв | Гъь гъь | Гь гь   | ГӀ гӀ | ГӀв гӀв | Д д   |
| Дж дж   | Джв джв | Джь джь | Дз дз   | Е е     | Ё ё   | Ж ж     | Жв жв   | Жь жь   | З з   | И и     | Й й   |
| К к     | Кв кв   | Къ къ   | Къв къв | Къь къь | Кь кь | КӀ кӀ   | КӀв кӀв | КӀь кӀь | Л л   | Ль ль   | М м   |
| Н н     | О о     | П п     | ПӀ пӀ   | Р р     | С с   | Т т     | Тл тл   | Тш тш   | ТӀ тӀ | У у     | Ф ф   |
| Х х     | Хв хв   | Хъ хъ   | Хъв хъв | Хь хь   | ХӀ хӀ | ХӀв хӀв | Ц ц     | ЦӀ цӀ   | Ч ч   | Чв чв   | ЧӀ чӀ |
| ЧӀв чӀв | Ш ш     | Шв шв   | ШӀ шӀ   | Щ щ     | Ъ ъ   | Ы ы     | ь       | Э э     | Ю ю   | Я я     |       |

Буква Гъ обозначает увулярный звонкий спирант, ГӀ — фарингальный звонкий спирант, Дж и Дз — аффрикаты, Къ — смычно-гортанный увулярный [к], КӀ — смычно-гортанный [к], ПӀ — смычно-гортанный [п], Тл — латеральный глухой спирант [л], Тш — шипящую аффрикату [ч], ТӀ — смычно-гортанный [т], Хъ — увулярный спирант [х], ХӀ — ларингальный глухой спирант, ЦӀ — смычно-гортанный свистящий [ц], ЧӀ — смычно-гортанную шипящую аффрикату [ч], ШӀ — смычно-гортанный свистящий [ш]. Знак ь в составе ди- и триграфов обозначает палатализацию, а в — огубление.
В основу литературного языка и письменности положена шипящая разновидность кубина-эльбурганского поднаречия тапантского диалекта.

## Таблица соответствия алфавитов
Составлено по:
| Кир.    | Лат.     | МФА     | Кир.    | Лат.  | МФА       | Кир.    | Лат.  | МФА   | Кир.    | Лат.           | МФА      | Кир.    | Лат.  | МФА    | Кир.  | Лат.  | МФА  |
| ------- | -------- | ------- | ------- | ----- | --------- | ------- | ----- | ----- | ------- | -------------- | -------- | ------- | ----- | ------ | ----- | ----- | ---- |
| А а     | A a      | /a/     | Джв джв | Z̦ z̦   | /ʤʷ/      | Къ къ   | Q q   | /qʼ/  | ПӀ пӀ   |                | /pʼ/     | Хь хь   | Xь xь | /xʲ/   | Ъ ъ   |       | /ʔ/  |
| Б б     | B в      | /b/     | Джь джь | -     | /dʑ/      | Къв къв | Qu qu | /qʼʷ/ | Р р     | R r            | /r/      | ХӀ хӀ   | ɦ     | /ħ/    | Ы ы   | Ь ь   | /ə/  |
| В в     | V v      | /v/     | Дз дз   | Ӡ ӡ   | /dz/      | Къь къь | Qı qı | /qʼʲ/ | С с     | S s            | /s/      | ХӀв хӀв | u ɦu  | /ħʷ/   | Ь ь   | -     | /ʲ/  |
| Г г     | G g      | /g/     | Е е     | E e   | /je/, /e/ | Кь кь   | Kı kı | /kʲ/  | Т т     | T t            | /t/      | Ц ц     | C c   | /ʦ/    | Э э   | -     | /e/  |
| Гв гв   | Gu gu    | /gʷ/    | Ё ё     | -     | /jo/      | КӀ кӀ   | Ⱪ ⱪ   | /kʼ/  | Тл тл   | L̦ l̦            | /ɬ/      | ЦӀ цӀ   | Ç ç   | /ʦʼ/   | Ю ю   | -     | /ju/ |
| Гъ гъ   | Ƣ ƣ      | /ɣ/     | Ж ж     | Ƶ ƶ   | /ʒ/       | КӀв кӀв | Ⱪu ⱪu | /kʼʷ/ | Тш тш   |                | /ʧ/      | Ч ч     | Ч ɥ   | /tɕ/   | Я я   | -     | /ja/ |
| Гъв гъв | Ƣu ƣu    | /ɣʷ/    | Жв жв   | J j   | /ʒʷ/      | КӀь кӀь | Ⱪı ⱪı | /kʼʲ/ | ТӀ тӀ   | Ț ț            | /tʼ/     | Чв чв   |       | /tɕʷ/  | ФӀ фӀ | Fɦ fɦ | /fʼ/ |
| Гъь гъь | Ƣı ƣı    | /ɣʲ/    | Жь жь   |       | /ʑ/       | Л л     | L l   | /l/   | У у     | U u            | /u/, /w/ | ЧӀ чӀ   |       | /tɕʼ/  | ЛӀ лӀ | L̦h l̦h | /ɬʼ/ |
| Гь гь   | Gı gı    | /gʲ/    | З з     | Z z   | /z/       | Ль ль   | Lı lı | /ɮ/   | Ф ф     | F f            | /f/      | ЧӀв чӀв |       | /tɕʼʷ/ |       |       |      |
| ГӀ гӀ   | Y y      | /ɦ/~/ʕ/ | И и     | I i   | /i/       | М м     | M m   | /m/   | Х х     | X x, Xh xh     | /x/      | Ш ш     | Ş ş   | /ʃ/    |       |       |      |
| ГӀв гӀв | Yu yu    | /ʕʷ/    | Й й     | -     | /j/       | Н н     | N n   | /n/   | Хв хв   | Xu xu, Xhu xhu | /xʷ/     | Шв шв   |       | /ʃʷ/   |       |       |      |
| Д д     | D d      | /d/     | К к     | K k   | /k/       | О о     | O o   | /o/   | Хъ хъ   |                | /q/      | ШӀ шӀ   |       | /ʧʼ/   |       |       |      |
| Дж дж   | Ɡ ɡ, Ꝗ ꝗ | /ʤ/     | Кв кв   | Ku ku | /kʷ/      | П п     | P p   | /p/   | Хъв хъв | u u            | /qʷ/     | Щ щ     |       | /ɕ/    |       |       |      |

Буквы ФI и ЛI встречаются в диалектах и отсутствуют в литературном языке и современном официальном алфавите.